# Jincheng
Jincheng er en by på præfekturniveau i provinsen Shanxi i det nordlige Kina. Præfekturet har et areal på 9.484 km², og en befolkning på 2.170.000 mennesker (2007).
En vigtig industri i Jincheng er minedrift med kul.

## Administrative enheder
Jincheng består af et bydistrikt, et byamt og fire amter:
- Bydistriktet Cheng – 城区 Chéng Qū ;
- Byamtet Gaoping – 高平市 Gāopíng Shì ;
- Amtet Zezhou – 泽州县 Zézhōu Xiàn ;
- Amtet Qinshui – 沁水县 Qìnshuǐ Xiàn ;
- Amtet Yangcheng – 阳城县 Yángchéng Xiàn ;
- Amtet Lingchuan – 陵川县 Língchuān Xiàn.

## Trafik
Kinas rigsvej 207 løber gennem præfekturet, både gennem selve byen Jincheng (ovennævnte bydistrikt) og gennem amterne Gaoping og Zezhou. Den begynder i Xilinhot i Indre Mongoliet nær grænsen til Mongoliet, løber mod syd og ender i Hai'an, en by som ligger i amtet Xuwen på den sydlige del af Leizhouhalvøen i provinsen Guangdong.
35°30′N 112°51′Ø / 35.500°N 112.850°Ø